# Stefan Żynda
Stefan Kazimierz Żynda (ur. 11 kwietnia 1931 w Wilnie, zm. 13 września 2021) – polski geograf, prof. dr hab.

## Życiorys
Syn Bolesława (księgarza) i Ireny z Kafarskich (bibliotekarki), mieszkał w wczesnej młodości w Wilnie w mieszkaniu nad Księgarnią św. Wojciecha przy ul. Dominikańskiej 4. Miał dwójkę rodzeństwa - Ritę i Mariana.Po ucieczce w lutym 1945 jego rodziny z Wilna osiadł w Poznaniu, gdzie uczęszczał do I Liceum Ogólnokształcącego im. Karola Marcinkowskiego. Mieszkając w Poznaniu rodzina Żyndów przez pewien czas dzieliła mieszkanie przy ulicy Gajowej z poetką Kazimierą Iłłakowiczówną.
W 1955 ukończył studia na Uniwersytecie im. Adama Mickiewicza. W 1965 obronił pracę doktorską, w 1976 uzyskał stopień doktora habilitowanego. Był radnym miasta Poznania w kadencji 1990–1994 i zasiadał w komisjach ekologicznej i gospodarki gruntami oraz kultury fizycznej.
6 kwietnia 2001 nadano mu tytuł profesora w zakresie nauk o Ziemi. Pracował w Wielkopolskiej Wyższej Szkole Turystyki i Zarządzania w Poznaniu.
Został zatrudniony na stanowisku profesora w Instytucie Geografii Fizycznej i Kształtowania Środowiska Przyrodniczego na Wydziale Nauk Geograficznych i Geologicznych Uniwersytetu im. Adama Mickiewicza w Poznaniu, Wyższej Szkole Hotelarstwa i Gastronomii, a także w Wyższej Szkole Gospodarki w Bydgoszczy oraz był profesorem zwyczajnym w Instytucie Nauk Ekonomicznych na Wydziale Finansów i Bankowości Wyższej Szkole Bankowej w Poznaniu.
Zmarł 13 września 2021, pochowany na cmentarzu Miłostowo w Poznaniu.